# Lampona davies
Lampona davies is een spinnensoort uit de familie Lamponidae. De soort komt voor in Queensland.